# Monsterman
Monsterman es un documental producido por Illume Oy que trata sobre la banda Lordi. El documental se considera como un material de archivo sin precedentes sobre la infancia, nacimiento y etapas del líder de la banda Lordi Mr Lordi. El documental ha sido descrito en Finlandia, en otros países de Europa y en los Estados Unidos. El estreno se llevó a cabo el 26 de septiembre de 2014.
El documental recibió el apoyo de la Fundación de películas finlandesa, AVEK, ESEK, POEM y EU junto con MEDIA. La película está patrocinada por el canal de televisión Yle.
El guion de la película fue escrito por Mr. Lordi y su amigo de infancia Antti Haase, quien recibió el premio Luleå Art Biennal, y producida por la compañía Illume Oy y los productores Venla Hellstedt y Jouko Aaltonen.
Mr. Lordi describió el proyecto el día que se dio a conocer la fecha de estreno: 

Queríamos finalmente desvelar los secretos de una y dejar al descubierto a nuestra banda, entre la realidad cotidiana y la parte con las máscaras y disfraces. No hemos permitido a nadie en el pasado que nos siga con las cámaras tan cerca detrás de las escenas. Antti es un excelente director, sabiendo bastante sobre mí y la banda. En nuestra niñez en Rovaniemi entre mi casa y la suya hay un par de cientos de metros de distancia entre cada una.
Mr. Lordi

La película de 85 minutos y 500 000 euros de presupuesto es un proyecto que tiene por objeto la distribución teatral internacional. Aunque la película se compone de escenas de detrás de cámaras, los miembros de la banda no son vistos sin máscaras.

## Argumento
Tomi es un roquero heavy y que fue intimidado en la escuela porque amaba a Kiss. A sus 37 años todavía vive en un universo elaborado por un monstruo que creó, el mundo de Lordi.
En 2006 su banda de monstruos ganó el Festival de la Canción de Eurovisión. Tras seis años después de la victoria, se dio cuenta de la dura realidad y es abandonado por los aficionados y los miembros de la banda, por lo que Tomi está en serio peligro de perder su «Monster Neverland».